# Chinese Muur

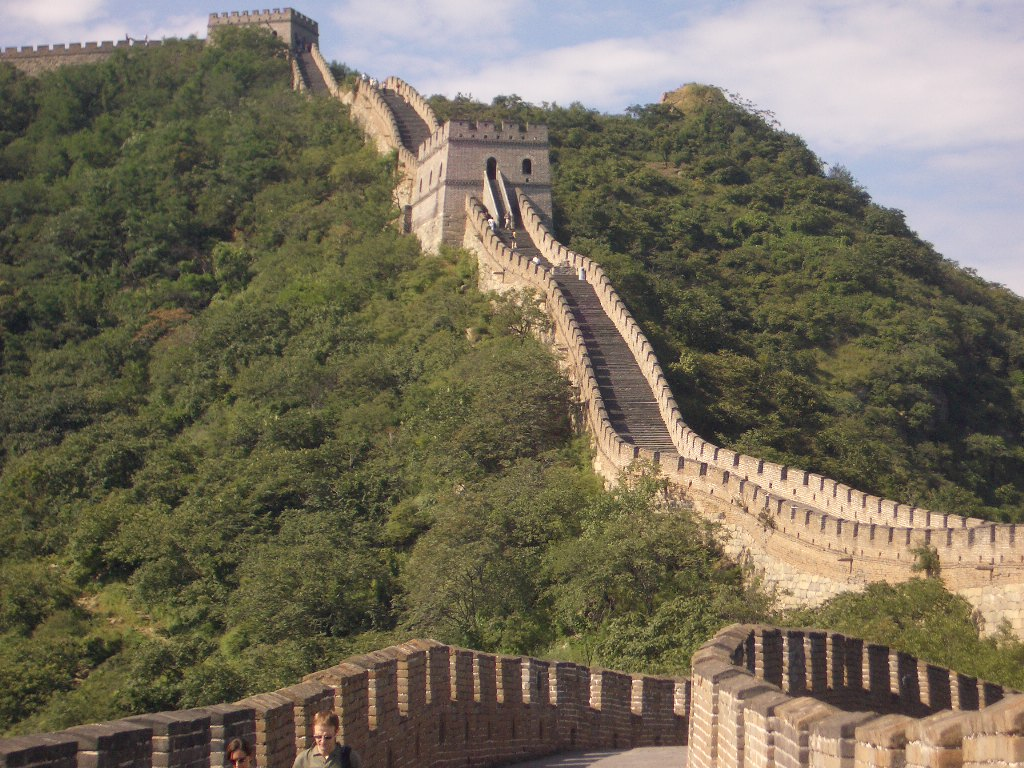
Chinese Muur

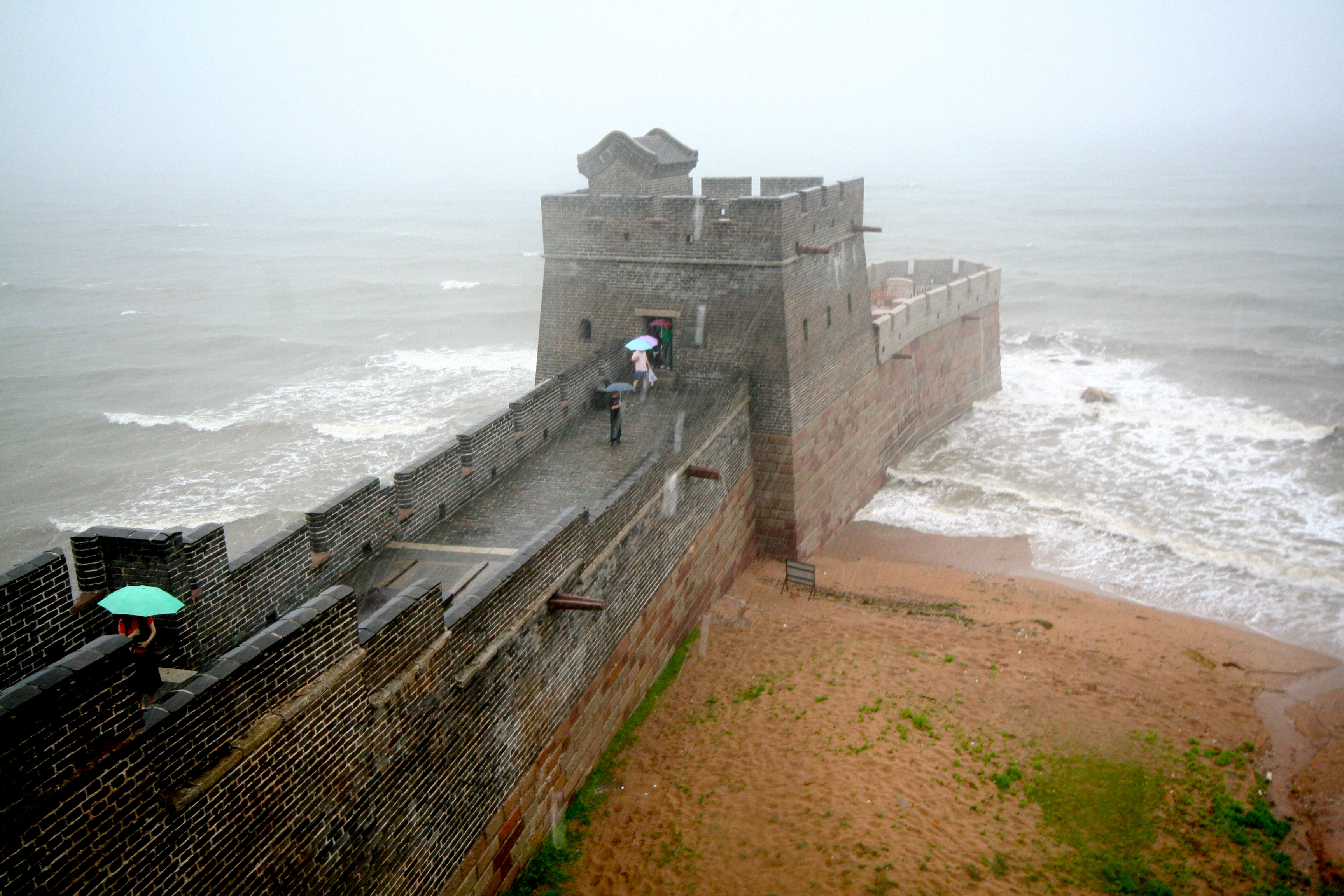
Het oostelijke einde van de muur bij Shanhaiguan

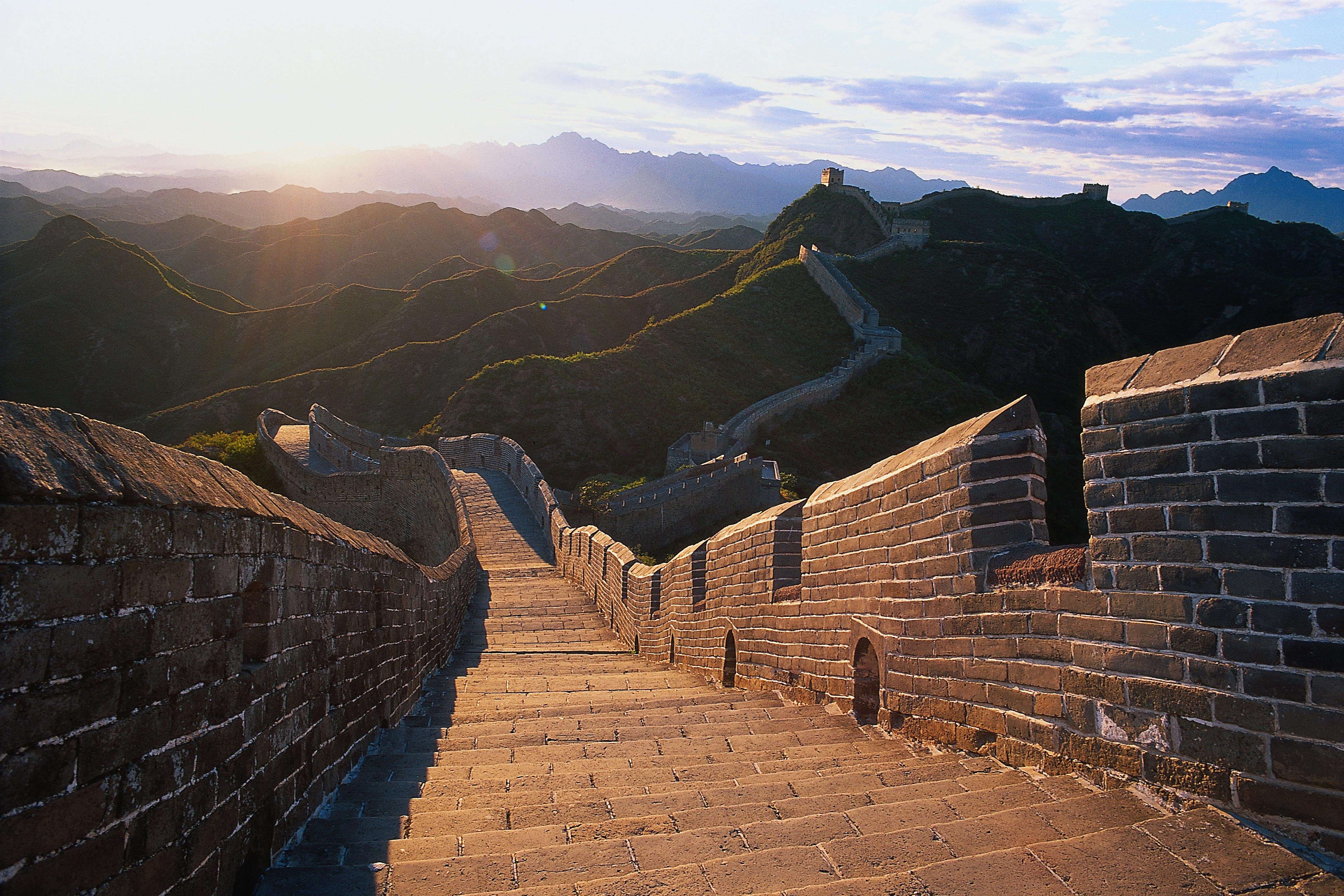
Blik over de Chinese Muur

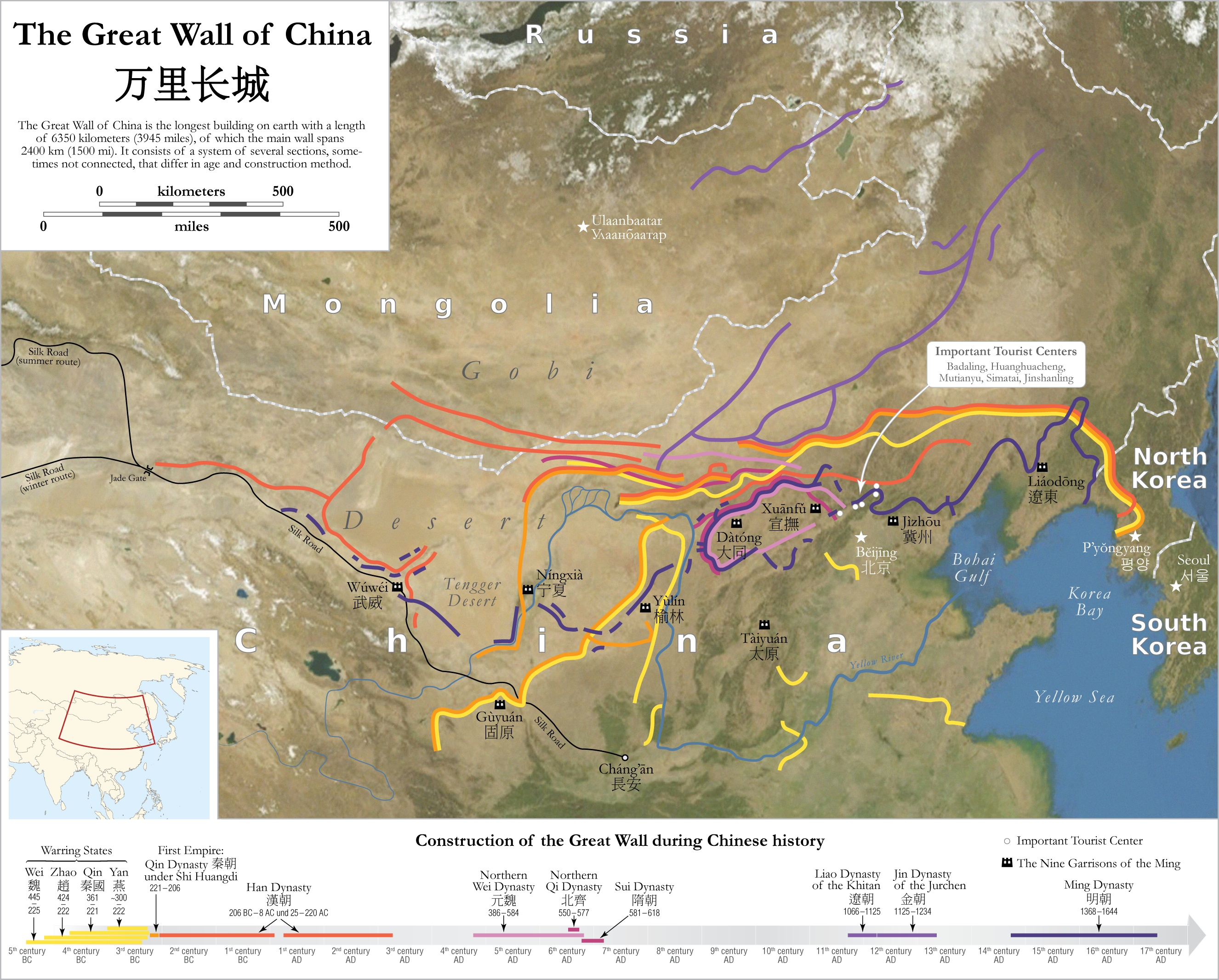
In rood de locatie van de Chinese Muur gebouwd tijdens de Han dynastie. De andere kleuren geven de locaties aan van muren uit vroegere en latere dynastieën.

De Chinese Muur of Grote Muur is een uit aarde en stenen opgetrokken verdedigingslinie in het noorden van China. De Lange muur van 10.000 li moest het Chinees Keizerrijk beschermen tegen vijandelijke nomadische ruitervolkeren. Het complex strekt zich uit van Shanhaiguan, een stadswijk van Qinhuangdao aan de Golf van Bohai, tot de Jiayupas, nabij de stad Jiayuguan in de provincie Gansu. De gehele verdedigingslinie, inclusief verdedigingsgroeven van 359 kilometer en 2232 kilometer aan natuurlijke grenzen (rivieren, heuvels en bergen), heeft een lengte van 21 196 kilometer.
De huidige Grote Muur is grotendeels tot stand gekomen ten tijde van de Ming-dynastie (1368-1644), maar verdedigingsmuren hebben een lange historie in China. Al in de Periode van Lente en Herfst (722 - 481 v.Chr.) werden deze gebouwd door de talrijke staten uit die tijd. De eerste keizer van de Qin-dynastie, Qin Shi Huangdi, die China na een periode van oorlogen in 221 v.Chr. onder zijn heerschappij verenigde, versterkte bestaande muren en voegde deze samen tot een uitgestrekte verdedigingsbarrière aan de noordgrens van zijn rijk. In deze periode werden ook de karakteristieke wachttorens gebouwd van waaruit soldaten konden zien of er vijandige legers naderden. Met rooksignalen konden de wachttorens met elkaar communiceren. Ook werd het aardewerk waaruit de muur bestond, vervangen door steen. De muur is niet volledig ondoordringbaar want er bestaan tientallen poorten die gebruikt werden voor de handel met (vijandige) steppenvolken.

## Geschiedenis
Het eerste stuk muur dat geassocieerd wordt met de Grote Muur dateert waarschijnlijk uit de zevende eeuw v.Chr. In de periodes Lente en Herfst en Strijdende Staten was China verdeeld in een aantal rivaliserende rijken, die defensieve barrières langs hun grenzen bouwden. Deze waren doorgaans opgetrokken met behulp van de arbeidsintensieve bouwtechniek van de aangestampte aarde (pisé), waarbij aarde en leem samengeperst worden tot een massieve massa. Onder dreiging van de Xiongnu en andere noordelijke steppenvolken kregen de verdedigingsmuren van de rijken Zhao, Yan en Qin vanaf de vierde eeuw v.Chr. een systematisch karakter.
Qin Shi Huangdi veroverde uiteindelijk alle concurrerende staten en verenigde in 221 v.Chr. China onder zijn bewind. Het grootste bouwproject tijdens de elf jaar durende regering van deze megalomane keizer was het verenigen en versterken van de muren aan de noordgrens. Een ander groot project was de bouw van zijn eigen mausoleum in Xi'an met het befaamde terracottaleger. De offers die de bevolking tijdens de regering van Qin Shi Huangdi moest brengen, waren echter zo groot dat het volk na zijn dood in opstand kwam en zijn dynastie plaats moest maken voor de Han-dynastie, die ruim vier eeuwen zou regeren. De Han-heersers breidden de Grote Muur nog verder uit, maar in de eeuwen daarna raakte het verdedigingscomplex in verval.
In de dertiende eeuw veroverden de Mongolen onder leiding van Dzjengis Khan en zijn opvolgers geheel China en vestigden de Yuan-dynastie. De Mongolen beheersten zowel het eigenlijke China als het noordelijke steppengebied en hadden uiteraard geen behoefte aan een verdedigingslinie ertussen. De Venetiaanse ontdekkingsreiziger Marco Polo leefde jarenlang in het China van Koeblai Khan, maar maakte in zijn reisverslag geen melding van de Grote Muur.
Deze situatie veranderde toen de Mongolen in 1368 werden verdreven door de autochtone Ming-dynastie. De stichter van deze dynastie, Zhu Yuanzhang (r. 1368-1398), gaf opdracht om een langere en sterkere muur dan voorheen te bouwen. De eerste Ming-keizers kozen nog regelmatig voor een offensieve strategie tegen de Mongolen, maar dit veranderde na de smadelijke nederlaag bij Tumu in 1449. Esen tajsj, de leider van de Oirat-Mongolen, versloeg daar een groot Chinees leger en nam de Ming-keizer Zhengtong gevangen. Esen tajsj liet zijn gijzelaar na een jaar weer vrij, omdat de Chinezen weigerden het verlangde losgeld te betalen. Een nieuwe keizer had Zhengtongs plaats op de troon ingenomen. Na dit debacle was er geen sprake meer van offensieve acties van de Chinezen in het steppengebied en concentreerde de Ming-dynastie zich op het uitbreiden en versterken van de Grote Muur.
Er werd een doorlopende verdedigingslinie van zo'n 6300 kilometer opgetrokken van de Hexi-corridor in Gansu tot aan de Golf van Bohai en de rivier Yalu aan de grens met Korea. Het gebied was verdeeld in negen regio's onder leiding van een militair bevelhebber, die rapporteerde aan de keizerlijke minister van defensie. Elke regio had een eigen vesting en strategische passen. Vanuit ruim 1000 forten en uitkijktorens werd de wacht gehouden. De wachtposten stonden onderling in contact met behulp van rooksignalen. Gemiddeld was de Grote Muur anderhalve meter breed en vijf meter hoog.
De Muur heeft tientallen poorten, die gebruikt werden voor de strak geregelde handel met de steppenvolken. De meest oostelijke poort is Shanhaiguan aan de Golf van Bohai, de meest westelijke poort is in het Fort bij Jiayuguan in de gelijknamige stadsprefectuur. Deze laatste poort werd veel gebruikt door reizigers op de zijderoute.
Uiteindelijk redde de Grote Muur de Ming-dynastie niet. Begin zeventiende eeuw vormden de Mantsjoes in het noordoosten een steeds grotere bedreiging, terwijl binnenlandse opstanden het gezag van de Ming ondermijnden. In 1644 bezette de opstandeling Li Zicheng Peking, waarop de laatste Ming-keizer Chongzhen zichzelf ophing aan een boom in het Jingshanpark in de Verboden Stad. Verschillende Ming-generaals liepen over naar de Mantsjoes en openden de Grote Muur bij Shanhaiguan. De Mantsjoes veroverden heel China en stichtten de Qing-dynastie, de laatste keizerlijke dynastie van China. Onder hun bewind werden de Chinese grenzen in het noorden en westen sterk uitgebreid en verloor de Grote Muur zijn militaire functie.

## Heden
De Muur is op veel plaatsen zwaar beschadigd of zelfs afgebroken. Daarom mag er op sommige stukken niet meer gelopen worden. De stenen zijn vaak voor andere doelen gebruikt of de muur is door erosie of oorlogsgeweld beschadigd. Toch zijn er nog grote delen over.
De Muur begint of eindigt aan de zeezijde in de Golf van Bohai met het grote fort Shanhaiguan dat enige jaren geleden helemaal herbouwd is. Dit fort heet de "Oude drakenkop" en is momenteel een, vooral voor Chinese toeristen, grote trekpleister. Het fort ligt iets ten noorden van de havenstad Qinhuangdao.
De Chinese Muur is in 1987 opgenomen door de UNESCO op de werelderfgoedlijst. In 2007 werd de Chinese Muur tot een van de zeven nieuwe wereldwonderen gekozen. 

## (On)zichtbaarheid vanuit de ruimte
Vaak wordt beweerd dat de Grote Muur het enige bouwwerk is dat zichtbaar is vanaf de Maan. De Muur is wel lang, maar hij is veel te smal om zichtbaar te zijn. Buzz Aldrin, de tweede mens op de maan, vertelde tijdens een lezing op de TU Delft in 2007 dat de Muur echt niet te zien is vanaf de Maan en dat zelfs de verschillende continenten amper uit elkaar te houden zijn.
De oorsprong van de zichtbaarheidsmythe ligt bij Robert Ripley (1893-1949). Deze Amerikaanse striptekenaar, ondernemer en amateurantropoloog presenteerde in zijn serie Ripley's Believe It or Not! tal van rariteiten en onbekende weetjes aan een miljoenenpubliek, waaronder dit verhaal. Aangezien de eerste ruimtevaart pas dertig jaar later plaatsvond, was er niemand die de bewering kon staven of weerleggen. Niettemin sprak het verhaal wereldwijd tot de verbeelding. Ook een bekend wetenschapper als Joseph Needham nam de bewering over in zijn standaardwerk Science and Civilisation in China. In Chinese schoolboeken stond het verhaal tot 2003 als feit vermeld. Dat jaar maakte Yang Liwei als eerste Chinese ruimtevaarder (taikonaut) 14 baantjes om de Aarde. Hij noemde als enige tegenvaller van de vlucht dat de Muur niet te zien was. En de Maan is nog zo'n 1000 keer verder dan een astronaut in een lage omloopbaan.

## Metafoor
In het huidig spraakgebruik wordt de metafoor "Chinese Muur" of "Chinese Wall" gebruikt om scheiding van bevoegdheden en informatie aan te duiden binnen bepaalde bedrijven of overheidsorganen. Een Chinese Muur houdt in ieder geval een geheimhoudingsplicht binnen een afdeling van een organisatie in. Zo hebben toezichthouders als bijvoorbeeld de Nederlandse Mededingingsautoriteit en de Autoriteit Financiële Markten "Chinese Muren" tussen de afdelingen die controlerend en de afdelingen die corrigerend optreden. Zo worden willekeur, machtsmisbruik en belangenverstrengeling tegengegaan.

## Afbeeldingen

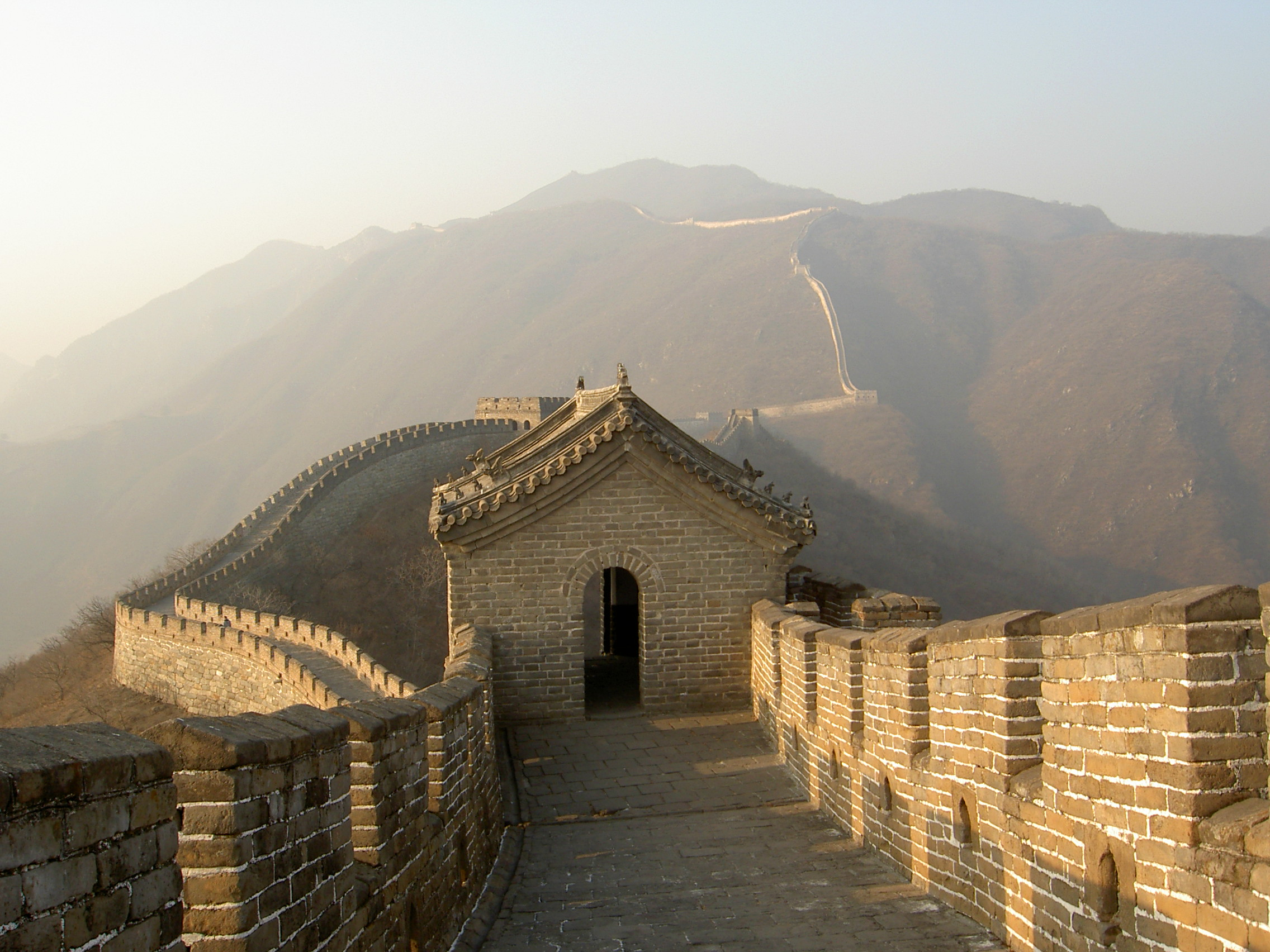
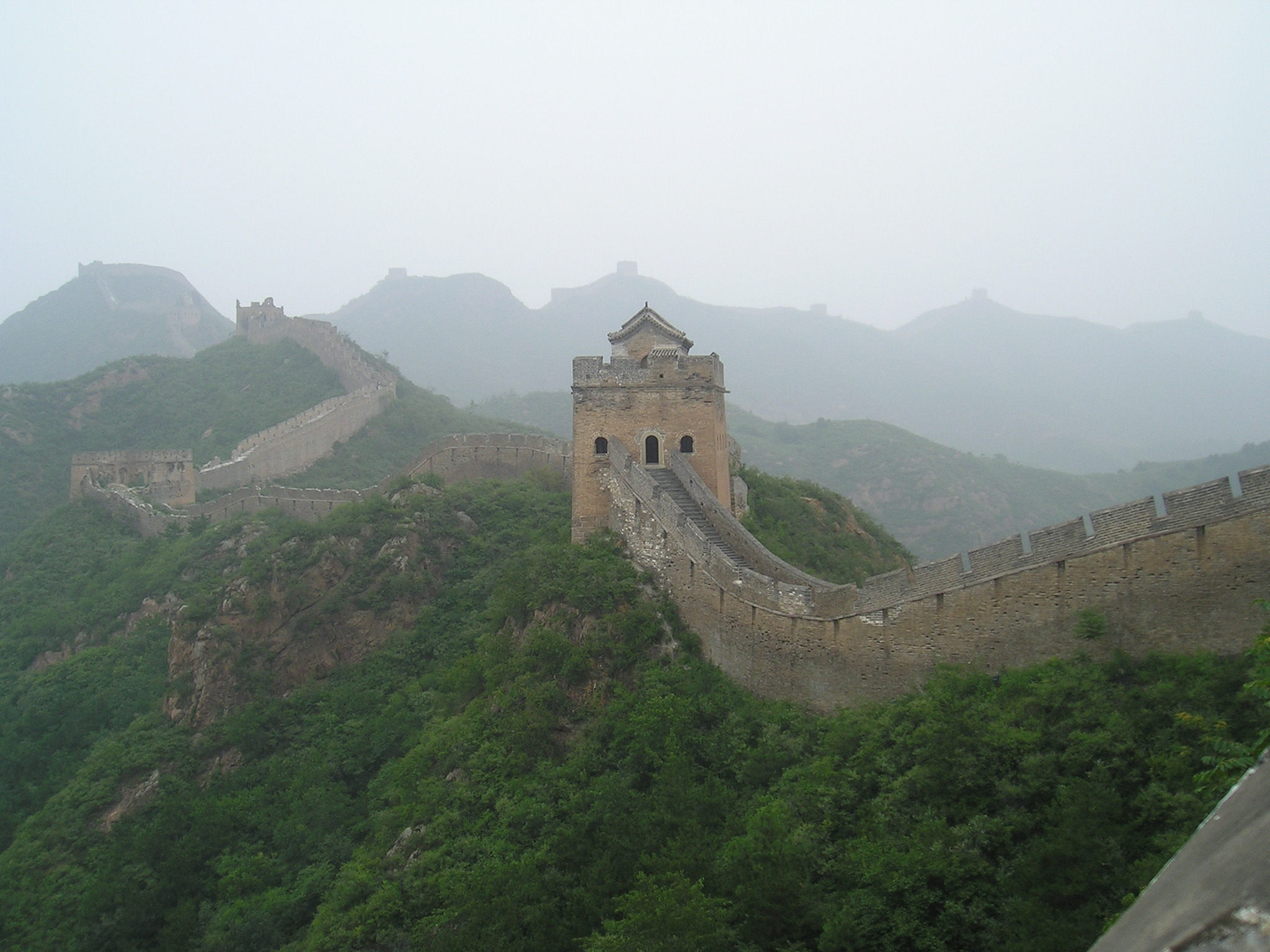
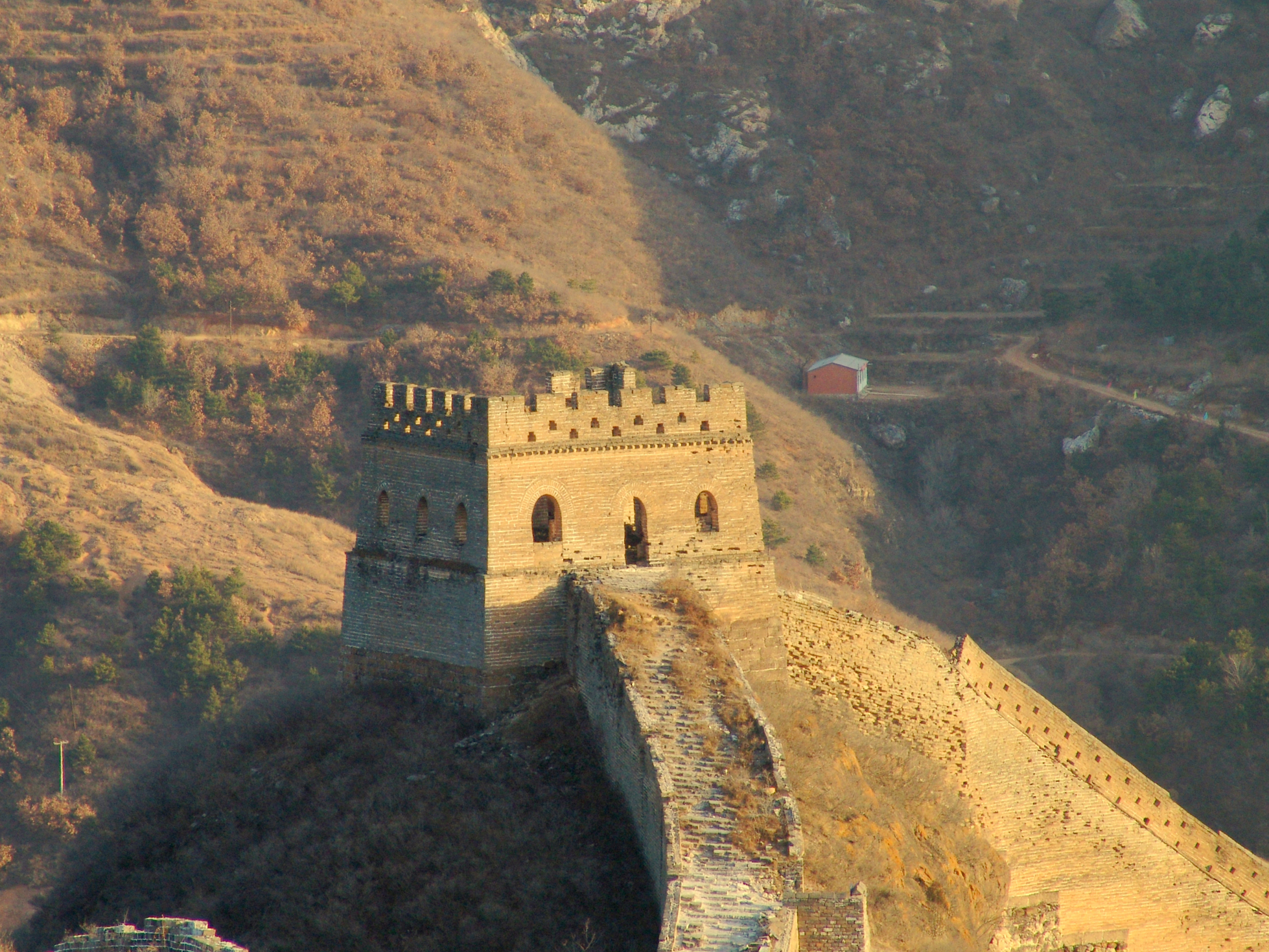
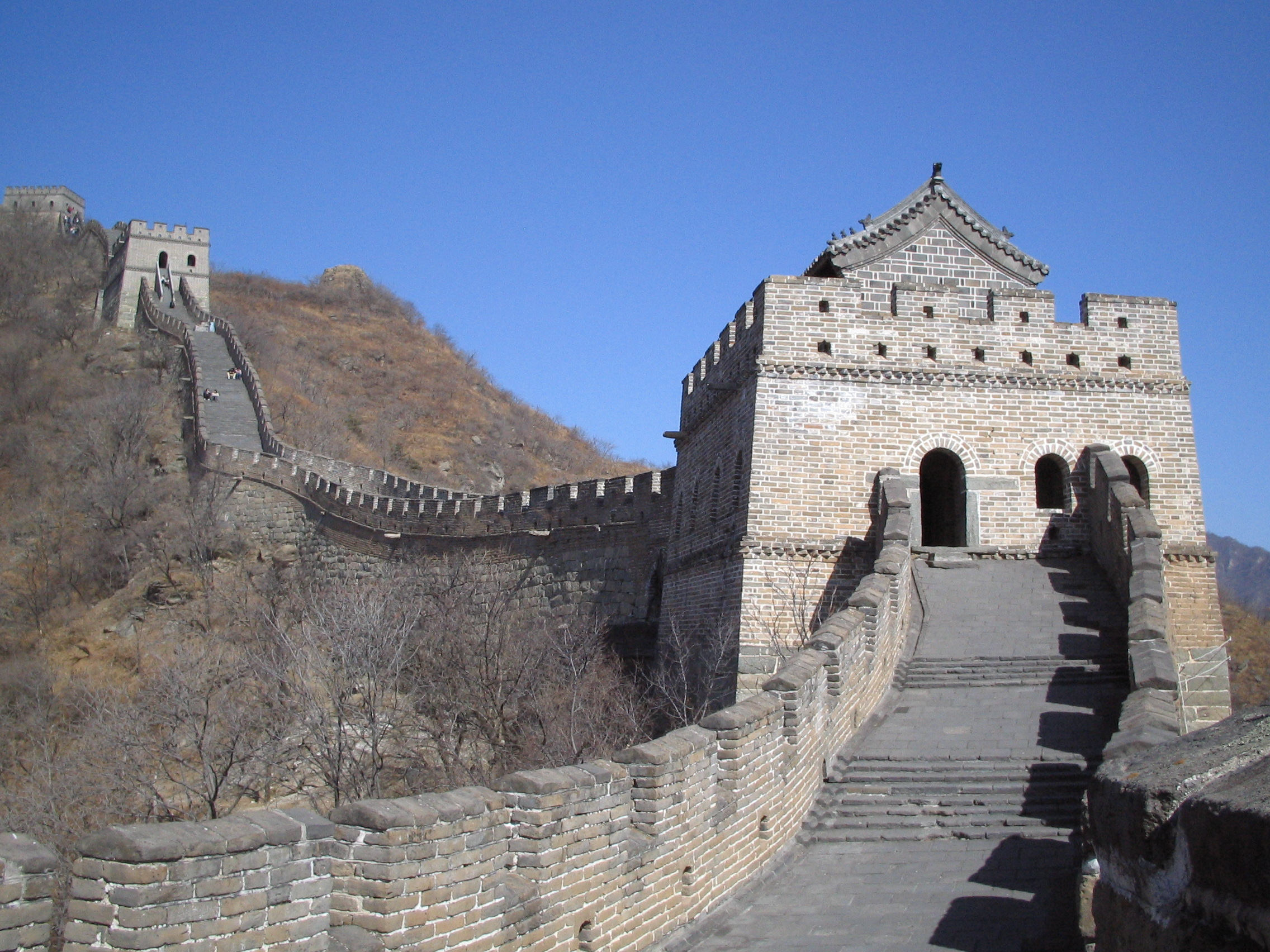
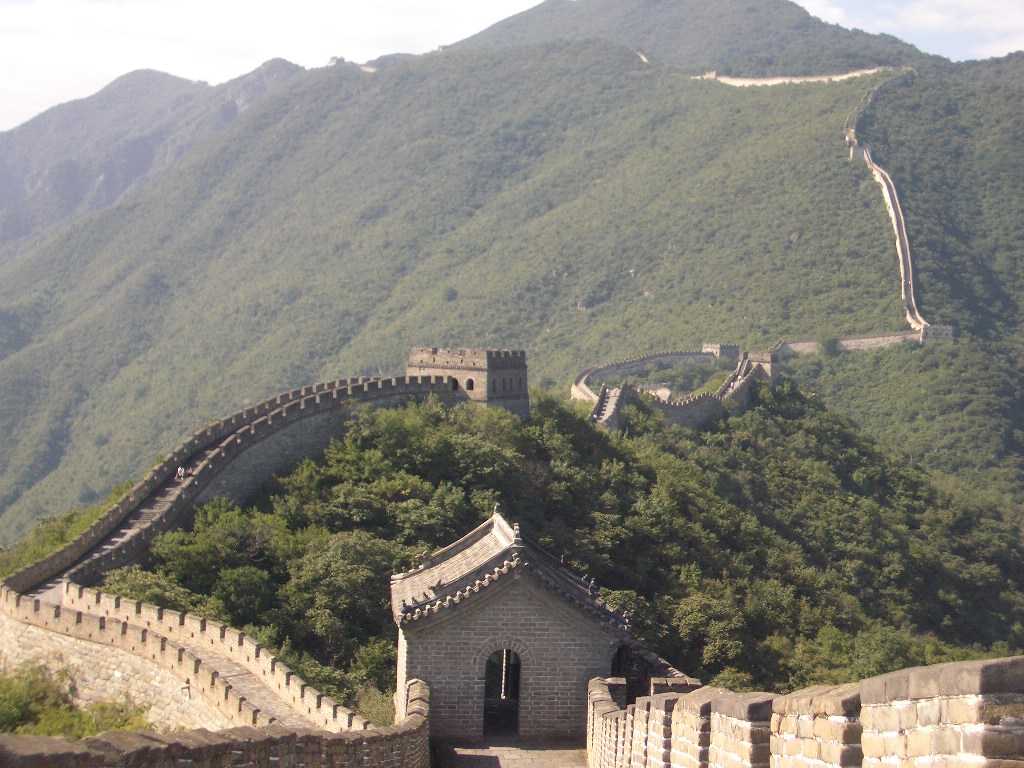
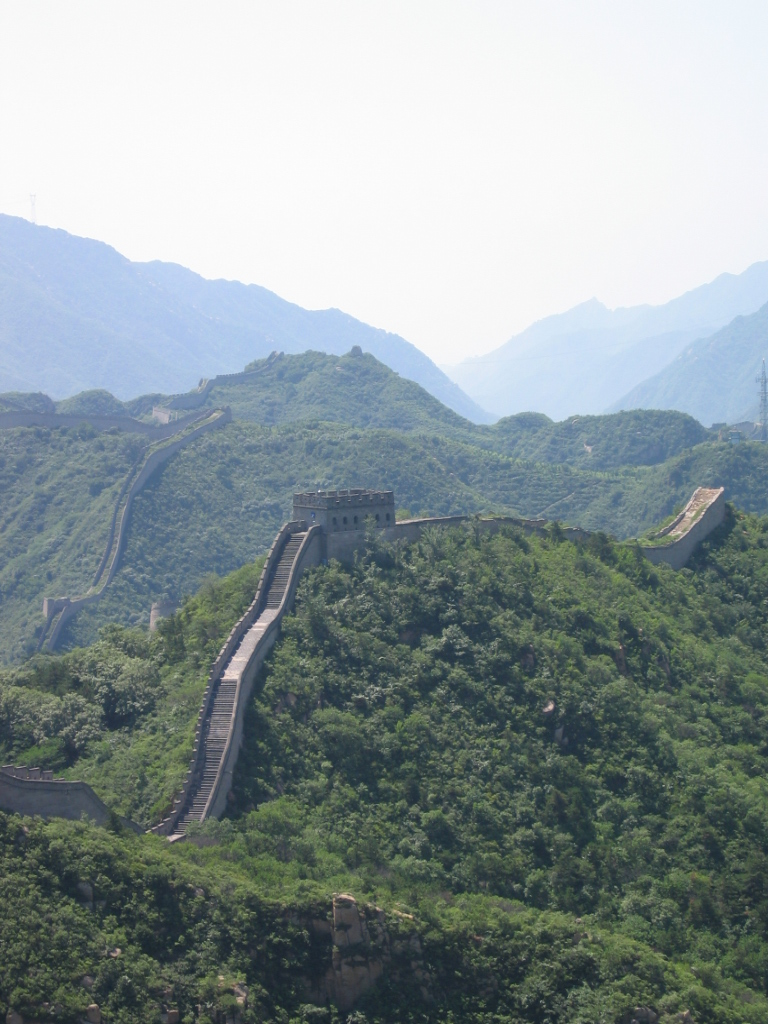
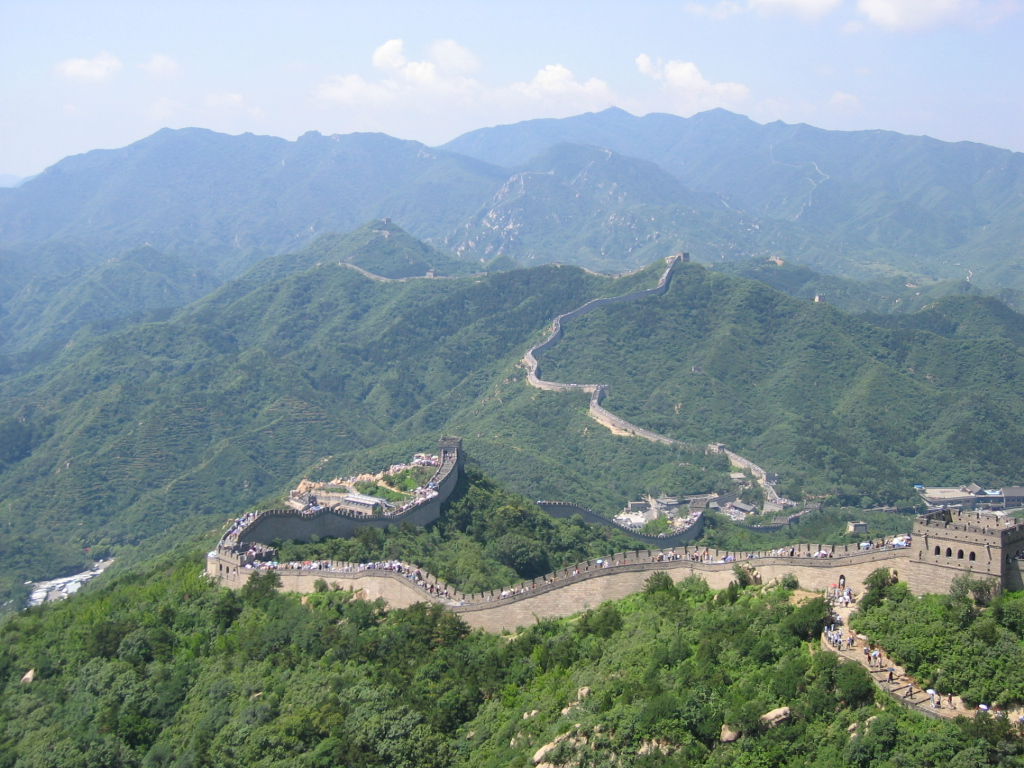
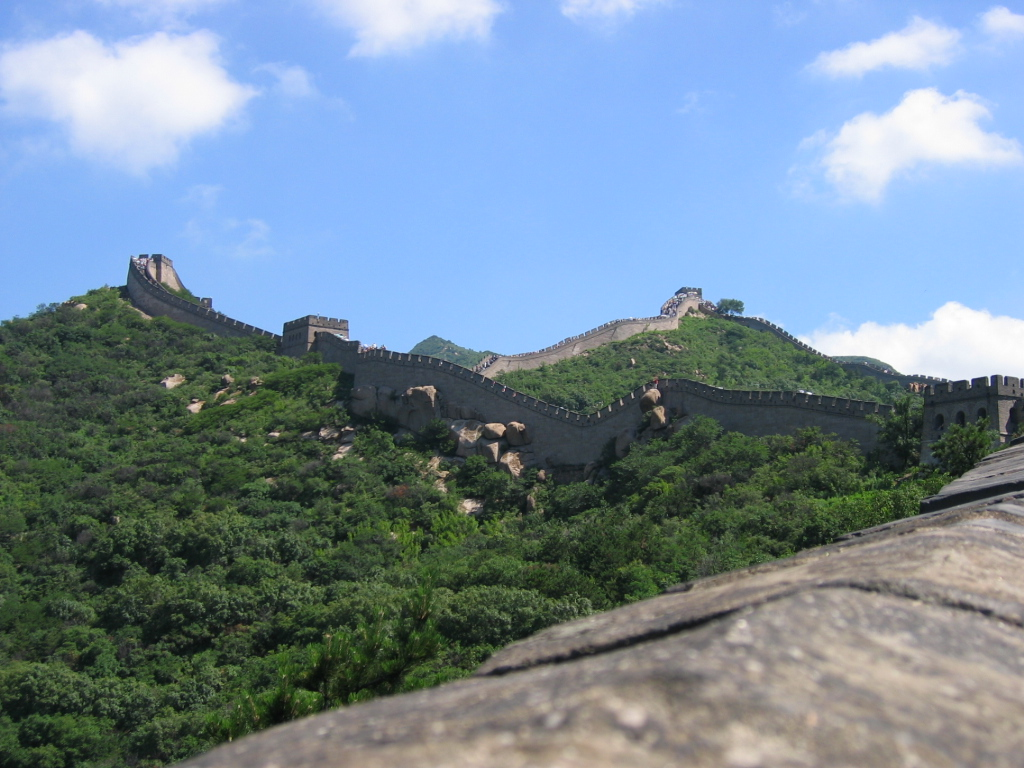
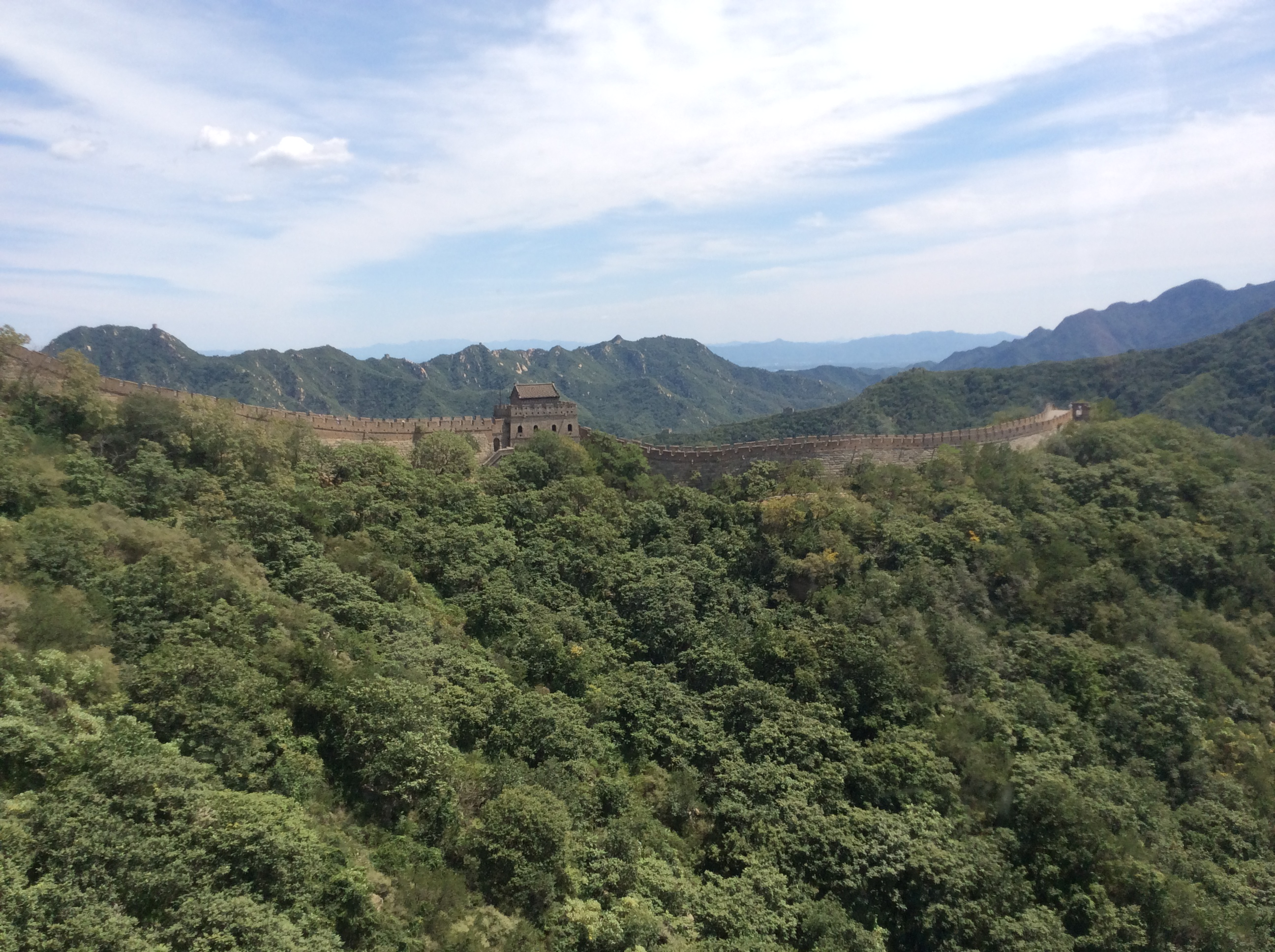
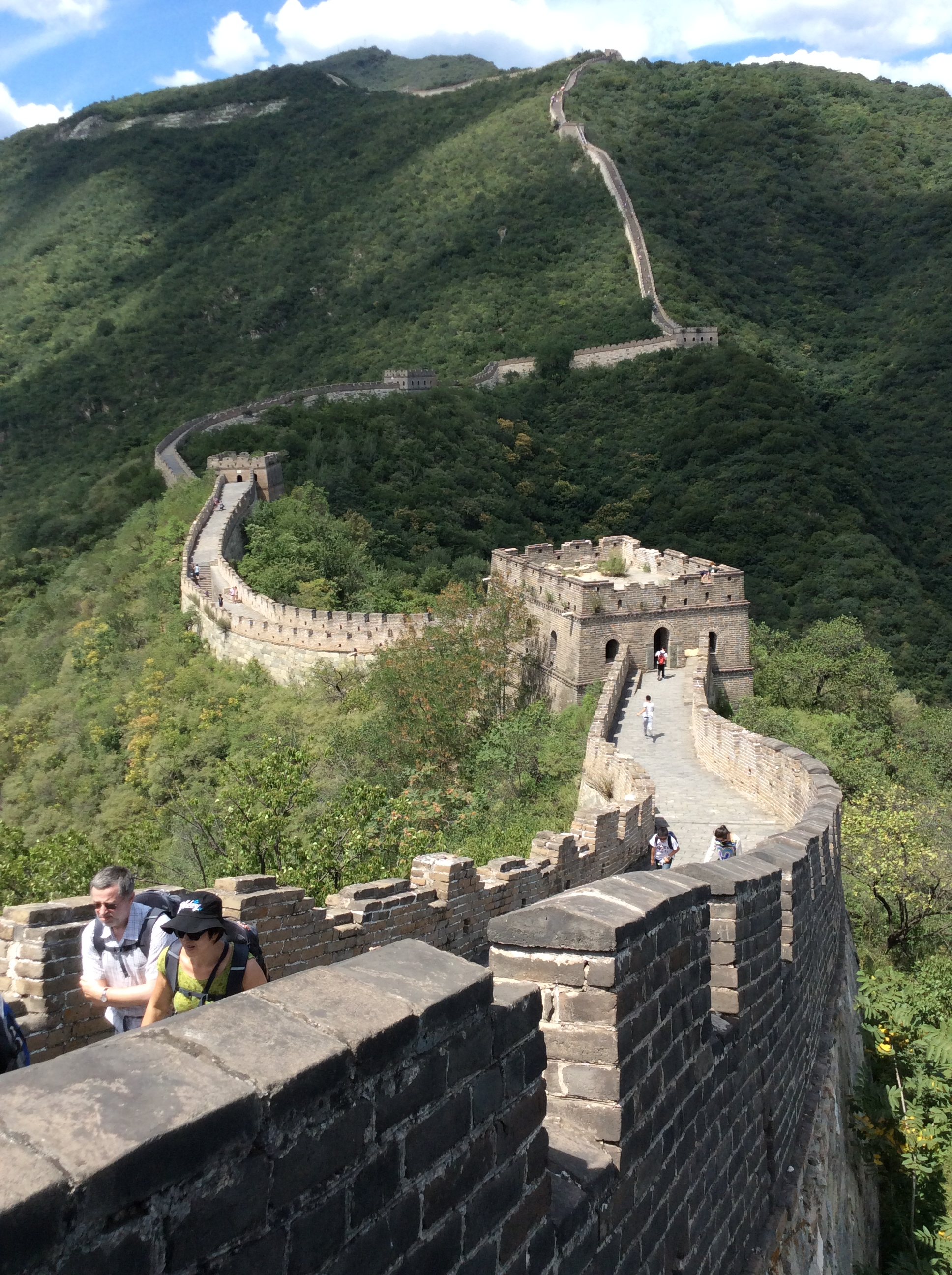